# Nuoto ai XVII Giochi paralimpici estivi - Staffette 4x50m
Le gare di nuoto delle staffette 4x50 metri ai XVII Giochi paralimpici estivi si sono svolte il 30 agosto e il 5 settembre 2024 alla Paris La Défense Arena. Come per le 4x100 metri, in questa edizione tutte le gare non sono state differenziate in base al genere e vi hanno dovuto prendere parte due atleti maschili e due femminili per ciascuna nazione partecipante.

## Programma
Sono stati disputati 2 eventi, uno di stile libero e l'altro di misti, entrambi riservati alle classi con numerazione più bassa (la somma della classe di ogni atleta doveva essere uguale o inferiore a 20 punti). Le batterie di qualificazione si sono tenute in mattinata mentre la finale è stata disputata la sera del medesimo giorno.

## Risultati
Tutti i tempi sono espressi in minuti e secondi. Gli atleti sono elencati secondo l'ordine di partenza della finale, dall'alto in basso; sono riportati anche coloro che hanno gareggiato sola nella batteria di qualificazione.
Di fianco a ciascun nome, tra parentesi, è indicato il genere di appartenenza (maschile/femminile, abbreviato) e la classificazione dell'atleta (preceduta dalla lettera S, SB nelle frazioni nuotate a rana).

### Stile libero 20 punti
Le gare si sono svolte il 30 agosto 2024.
| Pos. | Nazione     | Atleta | Tempo   | Note                |
| ---- | ----------- | --- | ------- | ------------------- |
|      | Cina        | Peng Qiuping (F, S4) Yuan Weiyi (M, S5) Jiang Yuyan (F, S6) Guo Jincheng (M, S5) Wang Lichao (M, S5) He Shenggao (F, S5) Lu Dong (F, S5)                                 | 2:14,98 | Record mondiale     |
|      | Stati Uniti | Leanne Smith (F, S3) Abbas Karimi (M, S5) Zach Shattuck (M, S6) Ellie Marks (F, S6)                                                                                      | 2:18,99 | Record panamericano |
|      | Brasile     | Patrícia Pereira dos Santos (F, S4) Lidia Vieira da Cruz (F, S4) Daniel Xavier Mendes (M, S6) Talisson Henrique Glock (M, S6) Samuel da Silva de Oliveira (M, S5)        | 2:20,91 |                     |
| 4    | Ucraina     | Anna Hontar (F, S6) Dmytro Vynohradets (M, S4) Iryna Poida (F, S5) Oleksandr Komarov (M, S5)                                                                             | 2:25,63 |                     |
| 5    | Italia      | Luigi Beggiato (M, S4) Arianna Talamona (F, S6) Monica Boggioni (F, S5) Francesco Bocciardo (M, S5) Vincenzo Boni (M, S3) Antonio Fantin (M, S6)                         | 2:32,11 |                     |
| 6    | Spagna      | Daniel Ferrer Robles (M, S3) Sarai Gascon (F, S9) Marta Fernández Infante (F, S3) Antoni Ponce Bertran (M, S5) David Sanchez Sierra(M, S6) Nahia Zudaire Borrezo (F, S8) | 2:35,53 |                     |
| –    | Messico     | Diego Lopez Diaz (M, S3) Miranda Herrera Nely Edith (F, S4) Naomi Somellera Mandujano (F, S7) Raul Gutierrez Bermudez (M, S6)                                            | –       | squalificata        |
| –    | Australia   | Grant Patterson (M, S3) Ahmed Kelly (M, S3) Holly Warn (F, S7) Chloe Osborn (F, S7)                                                                                      | –       | squalificata        |

### Misti 20 punti
Le gare si sono svolte il 5 settembre 2024.
| Pos. | Nazione     | Atleta | Tempo   | Note                |
| ---- | ----------- | --- | ------- | ------------------- |
|      | Cina        | Lu Dong (F, S5) Zhang Li (F, SB5) Wang Lichao (M, S5) Guo Jincheng (M, S5) Zou Liankang (M, S4) Yao Cuan (F, SB4) Wang Jingang (M, S6) Jiang Yuyan (F, S6)                                                               | 2:24,83 | Record mondiale     |
|      | Stati Uniti | Ellie Marks (F, S6) Morgan Ray (M, SB6) Abbas Karimi (M, S5) Leanne Smith (F, S3) | 2:31,01 | Record panamericano |
|      | Ucraina     | Yaroslav Semenenko (M, S5) Anna Hontar (F, SB5) Oleksandr Komarov (M, S5) Iryna Poida (F, S5) Denys Ostapchenko (M, S3) Veronika Korzhova (F, S7)                                                                        | 2:31,53 | Record europeo      |
| 4    | Brasile     | Samuel da Silva de Oliveira (M, S5) Roberto Alcalde Rodriguez (M, SB5) Mayara Do Amaral Petzold (F, S6) Lidia Vieira da Cruz (F, S4) Gabriel Geraldo dos Santos Araujo (M, S2) Vitoria Caroline da Silva Ribeiro (F, S8) | 2:37,91 |                     |
| 5    | Spagna      | Antoni Ponce Bertran (M, S5) Miguel Luque (M, SB3) Marta Fernandez Infante (F, S3) Sarai Gascon (F, S9) Beatriz Lerida Maldonado (F, S9)                                                                                 | 2:40,14 |                     |
| 6    | Italia      | Monica Boggioni (F, S5) Efrem Morelli (M, SB3) Giulia Terzi (F, S7) Francesco Bocciardo (M, S5) Manuel Bortuzzo (M, SB4) Federico Cristiani (M, S4)                                                                      | 2:44,47 |                     |
| 7    | Giappone    | Eigo Tanaka (M, S5) Takayuki Suzuki (M, SB3) An Nishida (F, S7) Maori Yui (F, S5) Kaede Hinata (M, S5) | 2:45,95 |                     |
| 8    | Turchia     | Sumeyye Boyaci (F, S5) Turgut Aslan Yaraman (M, SB7) Sevilay Ozturk (F, S5) Umut Ünlü (M, S3) | 2:49,70 |                     |